# Marvin Camel
Marvin Camel est un boxeur américain né le 24 décembre 1951 à Ronan, Montana.

## Carrière
Il devient le premier champion du monde des poids lourds-légers en battant aux points lors de leur second combat Mate Parlov le 31 mars 1980. Il cède son titre WBC dès le combat suivant face à Carlos De León et perd le combat revanche organisé le 24 février 1982 à Atlantic City.
Le 13 décembre 1983, il remporte cependant le premier titre IBF attribué dans cette catégorie aux dépens de Roddy MacDonald par arrêt de l'arbitre à la 5e reprise avant une nouvelle fois d'être détrôné lors du combat suivant par Lee Roy Murphy le 6 octobre 1984.